# Johann Ernst Rieck
Johann Ernst Rieck fou un compositor del Barroc que a mitjan segle XVII era organista de l'església de Sant Tomàs d'Estrasburg. Publicà una col·lecció d'alemandes, gigues, sarabandes i gavotes (Estrasburg, 1658).